# Simulant
Ein Simulant (lateinisch simulāre „ähnlich machen, zum Schein vorgeben, sich stellen als ob“) ist jemand, der Krankheitszustände vortäuscht. Ein solches Vortäuschen oder Verstellen wird als Simulieren bezeichnet und „kann eine gänzlich unbewusste, nicht somatisch begründbare Symptomatik beschreiben oder auch das betrügerisch motivierte Vorgaukeln von körperlichen Symptomen bezeichnen“ (Platzek, 2015). Der Gegenbegriff ist Dissimulation.

## Medizinischer Fachbegriff
Als psychopathologischer Fachbegriff ist Simulation das Vortäuschen von nicht vorhandenen Symptomen eines Krankheitsbildes. Mit der Simulation verbunden ist ein Krankheitsgewinn, zum Beispiel finanzielle Begünstigungen oder vermehrte Aufmerksamkeit von Seiten der Umgebung.
Der Begriff Simulation kann sowohl bewusstes als auch unbewusstes Simulieren bezeichnen. So äußerte Freud 1920: „Alle Neurotiker sind Simulanten, sie simulieren, ohne es zu wissen und das ist ihre Krankheit“.
Auch das Simulieren von Simulation ist möglich. Letzteres kann auch selbst als krankhaft angesehen werden. So schrieb der Psychoanalytiker Eissler 1972: „Simulation ist eine Krankheit, bei der der Erkrankte überzeugt ist, eine Körper- oder Seelenstörung (willentlich) vorzugeben, die aber in Wirklichkeit das Ergebnis einer schwer geschädigten und permanent defektiven Persönlichkeit ist“.
Davon zu unterscheiden sind die Aggravation, als das übertriebene Betonen von vorhandenen Symptomen, und die Dissimulation, als das Verschleiern von vorhandenen Symptomen. Im Gegensatz zur Simulation bestehen bei Aggravation und Dissimulation echte Krankheitssymptome.
In diesem Zusammenhang ist auch die Hypochondrie von Bedeutung. Hypochonder interpretieren jegliche Signale ihres Körpers als ein Anzeichen von Krankheit. Der Begriff Hypochonder ist bei vielen negativ konnotiert, viele beschreiben sich selbst scherzhaft als Hypochonder.

## Forensik
Im Bereich der Forensischen Psychiatrie hat der Begriff Simulant eine große praktische Bedeutung, da – abgesehen von eindeutig zu beurteilenden Fällen – die ernsthafte Verfolgung von finanziellen Vorteilen oder etwa der Wunsch nach Verschleppung des Verfahrens aus vorgetäuschten echten oder nur unterstellten Gründen schwer objektiviert werden kann. Das Feststellen einer „Simulation“ vor Gericht, zum Beispiel im Falle eines Rentenwunsches, erscheint daher etwas zu simplifizierend. Diese Fragen sind nicht wissenschaftlicher, sondern rein pragmatischer Art.

## Umgangssprache
Beeinflusst vom Kliniksjargon (und z. T. der Forensik) ist der Begriff Simulant auch in der Umgangssprache üblich geworden. So verstanden wird Simulant als Krankheitsheuchler interpretiert.